# Рамирес, Хосе Мануэль
Хосе Мануэль Рамирес Росалес (исп. José Manuel Ramírez Rosales; 1804, Сантьяго, Вице-королевство Перу — 1877) — чилийский художник и предприниматель. 

## Биография
Родился в 1804 году в Сантьяго в образованной и богатой семье. В 1825 году вместе с группой других молодых чилийцев отправился в Европу. Посетив Лондон, прибыл в Париж, где начал изучать живопись под руководством Жана Шарля Жозефа Ремона и Раймона Монвуазена. Изучал также музыку, однако, в конечном итоге окончательно сделал выбор в пользу живописи. 
В 1836 году Рамирес вернулся в Чили и поселился в Вальпараисо. Однако, его авантюрный характер предопределил то, что Рамирес сохранил тягу к путешествиям, вкладывал деньги в рискованные финансовые проекты, и, в конце концов (в 1849 году) отплыл в Калифорнию, чтобы попытаться заработать на событиях Золотой лихорадки.
В Калифорнии европейски образованный Рамирес, как выходец из Латинской Америки, столкнулся с расизмом со стороны малограмотных местных американцев англо-саксонского происхождения. Несмотря на это, он с несколькими компаньонами купил большое ранчо, куда привез из Чили виноградную лозу, основав, таким образом, одно из первых винодельческих хозяйств Калифорнии. Также он занимался выращиванием арбузов в коммерческих масштабах. Дом, построенный Рамиресом на ранчо для собственного использования, сохранился до настоящего времени. 
Однако, в 1854 году  группа линчевателей, под предлогом поиска грабителей, ограбивших дилижанс, ворвалась в резиденцию Рамиреса, причем сам он был ограблен и тяжело ранен. После этого Рамирес вернулся в Чили и в дальнейшем занимался бизнесом там. 
Скончался в 1877 году в Вальпараисо.